# Окубо Тошимичи
Окубо Тошимичи (大久保 利通, 26. септембар 1830 – 14. мај 1878) био је јапански самурај и политичар из области Сацуме. Био је један од кључних људи у модернизовању Јапана као и један од "три велика племића" који су довели до меиџи обнове.

## Младост
Окубо је рођен у Кагошими у области Сацума, (данашња префектура Кагошима) од оца Окубо Џуемона који је био ниже рангирани вазал даимјоа Шимазу Нариакире. Био је најстарији од петоро деце и учио је у истој локалној школи као и Саиго Такамори, који је био три године старији од њега. Године 1846. након што се позитивно истакао међу надређенима додељена му је позиција помоћника архивара округа.

## Самурај из Сацуме
Нешто касније, Шимазу Нариакира је приметио Окубову надареност и доделио му 1858. године надлежност пореског администратора, али када је Нариакира умро, Окубо се придружио завереницима у свргавању Токугава шогуната. За разлику од већине вођа из Сацуме подржавао је идеју „тобаку“ (倒幕, збацивање шогуната), која је у супротности са идејом кобу гаттаи (公武合体, брачно јединство Токугава и царске династије) и ханбаку (оспоравање шогуната) па све до соно џои покрета.
Након сукоба који је округ имао са британским морнарима 1863, праћен убиством енглеског држављанина Ричардсона (Намамуги инцидент) и неуспелим покушајем државног удара у Кјоту, убедили су Тошимичија да је покрет „тобаку“ осуђен на пропаст. Упркос томе, три године касније биће један од кључних људи у стварању Сатчо алијансе заједно са Саиго Такаморијем и Чошу представником Кидо Такајошијем у циљу свргавања Токугава владавине.

## Меиџи обнова
Датума, 3. јануара 1868. снаге Сацуме и Чошуа окупирале су царску палату у Кјоту и објавили период меиџи обнове а Окубо, Саиго и Кидо имали су челну улогу у формирању прве привремене владе. Будући да му је додељена позиција министра унутрашњих послова, Окубо је имао велику моћ у контролисању свих локалних владиних позиција, укључујући у то и полицију.
Испражњених каса нова влада је морала да се ослони на фондове и поседе која је породица Токугава имала, преузимајући их у целости. Након тога Окубо је задужио нове гувернере да воде земљу а остало је забележено да су то све већином били млади људи, неки од њих његови лични пријатељи, попут Мацукате Масајошија док су други били повратници са студија из Европе и Америке. Окубо је искористио моћ коју је стекао позицијом у влади да промовише изградњу путева, мостова и лука, све оно што је својевремено влада Токугава одбијала да изгради.
Као министар финансија 1871. године, Окубо доноси нове реформе по питању пореза на земљу, али и тз. „Хаитореи едикт“ којим забрањује самурајима да носе мачеве у јавности. По питању спољашње политике, радио је на ревизирању првих неправедних споразума које је Јапан након сакоку политике морао да потпише а остало је документовано да је био један од чланова који су били део Ивакура мисије на свом путу око света у период од 1871. до 1873. године.
Схватајући да Јапан није ни у каквој позицији да противречи западним државама у свом облику каквом је тада била, Окубо се вратио у земљу 13. септембра 1873. на време да спречи предложену инвазију на Кореју (Сеиканрон). Такође је учествовао у Конференцији из Осаке (1875) у покушају да помири чланове меиџи олигархије али не успева да се сложи са бившим колегом из области Сацуме.
Саиго Такамори се није слагао са политиком коју је нова влада водила. Био је уверен да је идеја модернизације била погрешна што је кулминирало сукобом касније познатом као Побуна у Сацуми 1877. године када су побуњеници, са Саигом на челу, покушали да свргну власт. Као министар унутрашњих послова, Окубо стаје на чело Јапанске царске војске и бори се против свог старог пријатеља из детињства.
Након што је победио у сукобу, Окубо је сматрам издајником од стране својих Сацума самураја. Датума, 14. маја 1878. Окубо је убијен од стране Шимаде Ичира и шест самураја из области Каназаве у близини царске палате, само неколико минута хода од Сакурамон капије где је Ии Наосуке убијен 18 година раније.

## Утицаји
Окубо је био један од најутицајнијих вођа меиџи обнове која се залагала за модерне структуре власти. После Бошин рата био је један од најмоћнијих људи Јапана а као посвећени лојалиста и националиста имао је велико поштовање како од пријатеља који су га подржавали тако и од непријатеља који су га оспоравали.

## Лични живот
Окубо Тошимичи је био син оца, Окуба Тошија (Џуемона) (1794-1863), и мајке Мијаноши Фуку (1803-1864). Тишимичијева супруга била је Хајасаки Масако (умрла 1878), са којом је имао четири сина и ћерку. Деца из овог брака била су: Тошиказу (1859-1945), Макино Нобуаки (1861-1949), Тошитаке (1865-1943), Ишихара Такегума (1869-1943) и Јошико. Окубо је такође имао четворо ванбрачне деце коју је добио са љубавницом.

Окубов други син, Макино Нобуаки и зет Иџуин Хикокичи постали су касније министри спољних послова. Таро Асо, који је био 92. премијер Јапана и принцеза Томохито од Микасе су праунучад Окубо Тошимичија.
Године 1884. Тошиказу је добио титулу маркиза као део новог племства у част достигнућа свог оца. Оженио је Шигено Наоко (1875-1918), али пошто нису имали деце титула је пренета на његовог млађег брата Тошитакеа (1865-1943). Будући да је имао велику репутацију као дипломац Јејла и Хајделберд универзитета, служио је као гувернер префектуре Тотори (1900), Оите (1901-1905), Саитаме (1905-1907) и Осаке (1912–1917). Оженио је Кондо Сакае (1879-1956) и имао троје деце, Тошиакија (1900-1995), Тошимасу (1901-1945) и Мичитаду (1908-?). Тошиаки је постао угледни професор јапанске историје и наследио титулу маркиза 1943. године док није укинута 1947. Временом је постао библиотекар у једној националној библиотеци а касније је служио и као професор историје у универзитету у Нагоји (1953-1959) али и на универзитету Рикју (1959-1965). Добио је угледну нагладу Асаши 1993. две године пре његове смрти. Са супругом Јонеда Јаеко (1910-?) имао је двоје деце, Јасуши (1934-) и Шигеко (1936-). Јасуши се жени Мацудаиром Наоко (1940-) са којом добија ћерку, Акико (1965).

## У популарној култури
Окубо се приказује као један од споредних ликова у манги/анимеу испирисаном касниме Едо и почетком Меиџи периода „Rurouni Kenshin“.
У роману Бориса Акуњина - Дијаманска кочија, главни лик сазнаје за план убиства Окуба али не успева да спречи његово извршавање.